# Herb gminy Koszęcin

Rekonstrukcja dawnej pieczęci Koszęcina

Herb gminy Koszęcin – jeden z symboli gminy Koszęcin, autorstwa Małgorzaty Kaganiec, ustanowiony 20 sierpnia 2009.

## Wygląd i symbolika
Herb przedstawia na tarczy w polu błękitnym postać bosego kuźnika o brodzie i włosach złotych, spodniach i koszuli srebrnych oraz fartuchu złotym, trzymającego w prawicy młotek metalurgiczny o srebrnym obuchu i czarnym trzonku, zaś w wyciągniętej lewicy, na dłoni, dzban złoty.
Herb nawiązuje do osoby Walentego Roździeńskiego, metalurga i kuźnika żyjącego w XVI i XVII wieku, który właśnie w Koszęcinie tworzył swoje dzieło - traktat hutniczy Officina ferraria. Pierwowzorem postaci w herbie jest rycina Własny konterfekt abo wyobrażenie żywota kuźniczego, pochodząca z dzieła. Błękit i złoto w herbie nawiązują do barw herbowych Górnego Śląska, a także powiatu lublinieckiego.

## Historia herbu
Pierwotnie gmina używała herbu zapożyczonego z dawnej pieczęci Koszęcina, przedstawiającej piłę. Pieczęć ta zachowała się przy dokumencie z 16 stycznia 1723 roku. Herb w takiej formie został odrzucony przez Komisję Heraldyczną. Drugą propozycją, opracowaną przez dr Małgorzatę Kaganiec i Romualda Kubiciela było umieszczenie w polu błękitnym zamku srebrnego z kluczem wiolinowym złotym w bramie, obok kosy ostrzem w dół i prawo i kłosa złotego. Godła miały nawiązywać do nazwy gminy (kosa), koszęcińskiego zamku, Zespołu Pieśni i Tańca Śląsk (klucz wiolinowy) i rolnictwa (kłos). Również ten projekt odrzucono. Najnowszą propozycję, autorstwa dr Małgorzaty Kaganiec, komisja heraldyczna zaakceptowała uchwałą nr 164-1248/O/2009 z dnia 26 czerwca 2009. 